# Labdaház (Prága)

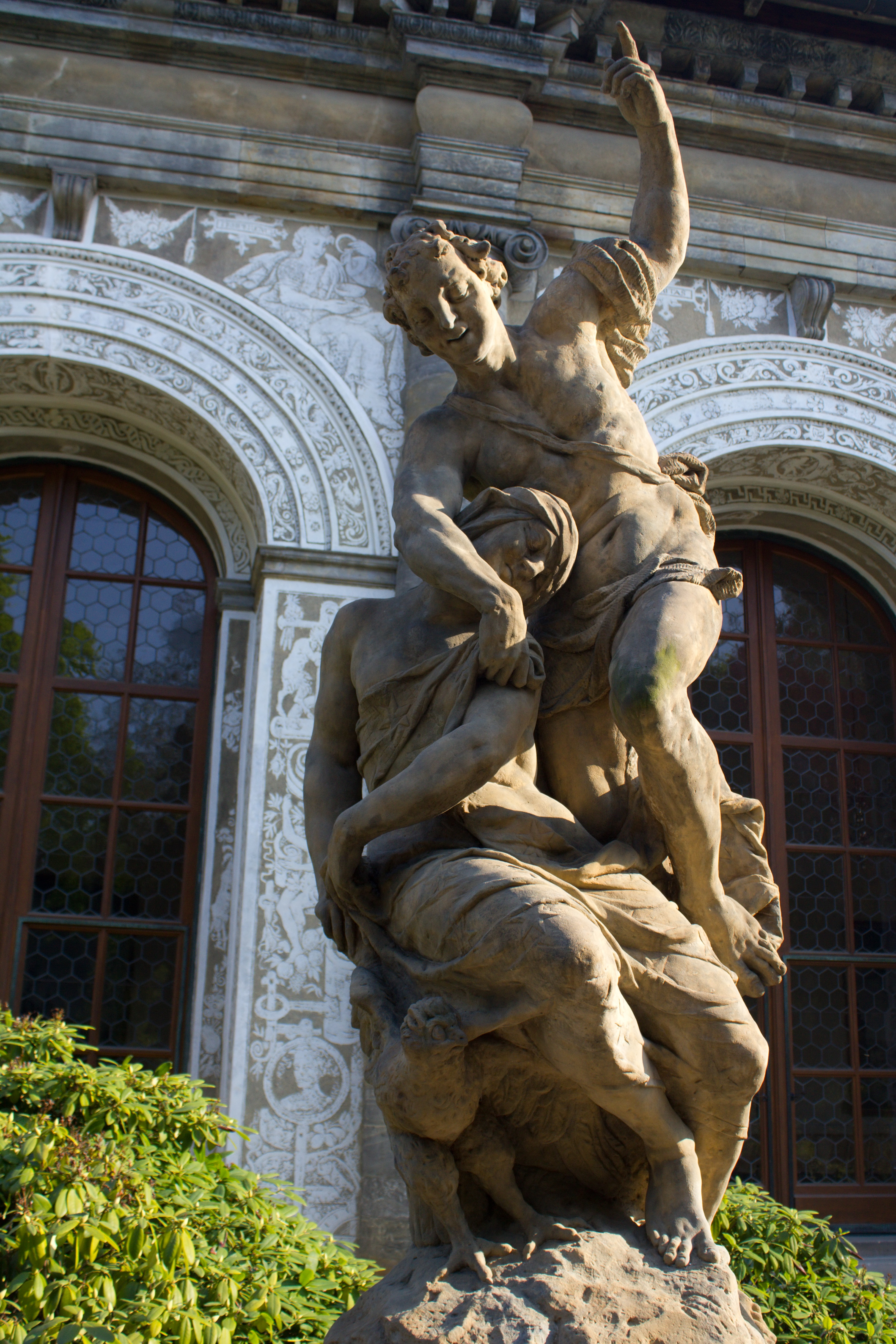
Az éjszaka

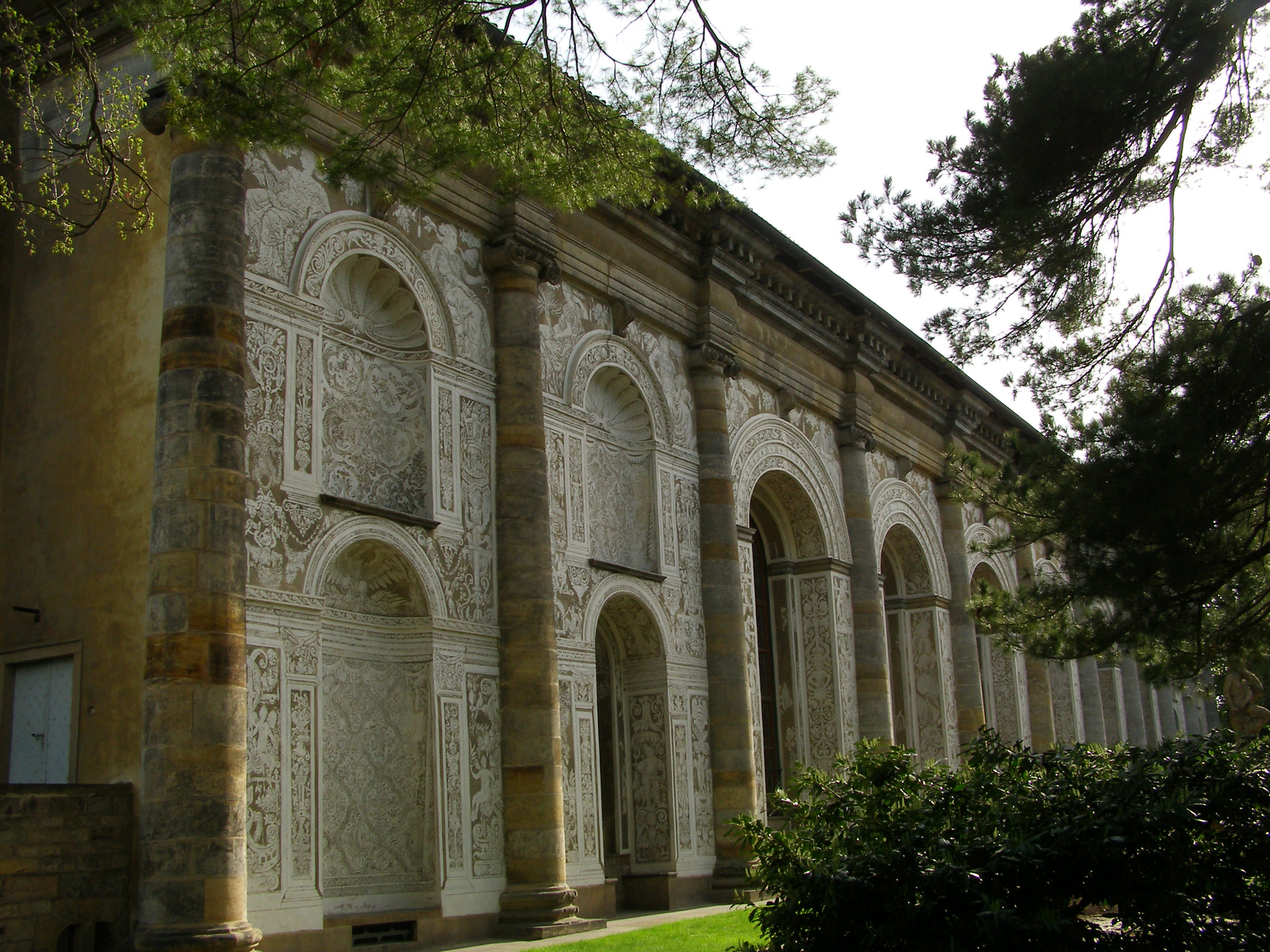
A sgraffitókkal gazdagon díszített boltívek

A prágai Labdaház (csehül: Míčovna) a prágai vártól északra kialakított királyi kertek egyik jellegzetes, reneszánsz épülete.

## Története
A 68 m hosszú, 13 m széles épületet Miksa magyar király rendeletére 1567–1569 között építette Bonifaz Wohlmuth udvari építész tervei alapján Ulrich Avostalis (Oldřich Aostalis), hogy a nemes urak és hölgyek itt játszhassanak. Ez idő tájt ez volt a harmadik ilyen célú épület a vár környékén, mivel a tenisz elődjének számító ütőlabdajáték rendkívül népszerű volt. A játék azonban fokozatosan kiment a divatból, ezért a kihasználatlanul álló épületet 1723-ban istállóvá, majd II. József uralkodása alatt katonai raktárrá alakították.
A második világháború egyfajta záró akkordjaként a megszálló német csapatok 1945. május 9-én felgyújtották. Teljesen kiégett, csak a fő falak maradtak állva. A romok felújításához 1950-ben fogtak hozzá Pavel Janák tervei alapján. A sgraffitókat 1952-ben Josef Wagner konzerválta; restaurálásukra 1971–1973 között került sor. Jelenleg többcélú kulturális épületnek használják: kiállításokat, ünnepségeket, konferenciákat és koncerteket is rendeznek benne. Évente visszatérő rendezvénye az Őszi húrok zenei fesztivál.

## Az épület
Külső falait allegorikus sgraffitók díszítik gazdagon. Ezek egyik témacsoportja a négy őselemet (a földet, a levegőt, a vizet és a tüzet) mutatja be, a másik a hét fő erényt, a harmadik pedig a hét szabad művészetet (nyelvtan, retorika, dialektika, csillagászat, számtan, mértan, zene). Az 1950-es felújítás részeként a bejárattól balra harmadik boltíven elhelyezték az első ötéves terv sarló-kalapácsos szimbólumát is az ipar és a mezőgazdaság allegóriájaként.
Belső falain öt nagy, 17. századi gobelin Antonius és Kleopátra történetét meséli el; ezeket Belgiumban hímezték Jan van Leefdael műhelyében. A középső árkád alatt M. Braun műhelyében (1730 körül) készült, barokk szobrok állnak (Szombathy, 1971)
Bejárata előtt az Éjszaka allegorikus barokk szobra áll (Matyáš Bernard Braun munkája 1734-ből). Párját, a Nappalt a porosz csapatok semmisítették meg 1757-ben. A bejárat előtti tér fő dísze a Francesco Carratti olasz építész tervei alapján épített Herkules-kút. Szoborcsoportját Jan Jiří Bendl készítette 1670-ben.